# Coup d'État de 1961 en Syrie
Guerre froide arabe
Le coup d’État syrien de 1961, survenu le 28 septembre, fut orchestré par des officiers de l’armée syrienne opposés au régime en place. Il aboutit à la dissolution de la République arabe unie et au rétablissement d'une République syrienne indépendante.
L’armée, bien qu’en position de force, décida de ne pas gouverner directement et confia la gestion du gouvernement sécessionniste à des politiciens issus des partis traditionnels de l’ancienne République syrienne. Le pays restauré, considéré comme une continuité de la première République syrienne, prit toutefois le nom de République arabe syrienne sous l’influence des nasséristes et des nationalistes arabes. Le régime resta fragile et chaotique, les luttes internes au sein de l’armée influençant fortement la politique. Les politiciens conservateurs traditionnels, déconnectés de l’armée radicalisée, furent finalement balayés lors du coup d'État du 8 mars 1963.

## Insatisfaction syrienne à l'égard de la RAU
Après la décision précipitée et ouvertement enthousiaste de s'unir à l'Égypte, les Syriens ont réalisé qu'ils avaient rejoint une dictature militaire et très centralisée qui détruisait de plus en plus la politique et l'économie traditionnelles de la Syrie. Les syriens étaient écartés des postes haut-placés dans l'administration et remplacés par des égyptiens. En fait, à cette époque, la Syrie n’existait plus, c’était la région nord de la RAU.
Les partis politiques ont été dissous. Les communistes furent les premiers à être purgés. Le parti Baas , bien qu'il soit le champion de l'unité et l'allié politique le plus naturel du président Gamal Abdel Nasser, a également été écarté de ses positions d'influence au cours des années 1959-1960. Les officiers syriens se sentaient menacés dans leurs positions auparavant sécurisées. Des centaines d’officiers syriens ont été soit postés dans la lointaine Égypte, soit mis à la retraite. A leur place vinrent des administrateurs et des officiers égyptiens. La Syrie était dirigée par la police secrète d'Abdel Hamid al-Sarraj.

## Économie
Au cours des premiers mois de 1961, le contrôle de l’État sur l’économie syrienne s’est considérablement accru. Le gouverneur de la Banque centrale de Syrie a démissionné fin janvier, mettant en garde contre les dangers de la nationalisation et du projet d'unification monétaire (l'Égypte et la Syrie avaient toujours leur propre monnaie). Le 5 février, le contrôle des devises a été introduit, tous les dépôts en devises ont été gelés et l'exportation de devises dépassant 100 piastres syriennes depuis la Syrie a été interdite. L’objectif officiel était d’augmenter les réserves de change et d’empêcher la fuite des capitaux. En réalité, c’est tout le contraire qui s’est produit lorsque les capitaux ont commencé à fuir le pays. Le 10 février, les licences d'importation existantes ont été révoquées et les importateurs ont dû en demander de nouvelles. Le 4 mars, toutes les banques ont dû devenir des sociétés par actions détenues par des citoyens arabes de la RAU. Sur les 16 banques opérant en Syrie à cette époque, 6 appartenaient à des Arabes de la RAU, 6 à des Arabes non-RAU et 7 à des non-Arabes.
Du 20 février au 8 mars 1961, Nasser effectuait sa cinquième et dernière visite en Syrie, où il prononça des discours dénonçant l'économie libérale et promouvant un modèle plus socialiste et contrôlé par l'État. Il a également promis que davantage d’usines et d’infrastructures industrielles seraient développées dans ce pays encore largement agricole.
Début juillet, le gouvernement a saisi des céréales stockées et a annoncé une augmentation des importations de bétail afin de répondre aux pénuries de nourriture et de viande causées par la grave sécheresse qui frappe la Syrie depuis trois ans.
En juillet 1961, Nasser annonça sa deuxième révolution (sociale) en promouvant un certain nombre de lois nationalisant la plupart des industries, renforçant la réforme agraire, introduisant la participation des salariés à la direction et le droit à la participation aux bénéfices. Comme d’habitude chez Nasser, ces lois n’ont pas été discutées au préalable. Les élites syriennes étaient unies dans la prise de conscience qu’elles étaient sur le point de tout perdre. À cela s’ajoute le mécontentement croissant des officiers de l’armée.

## Abolition du gouvernement régional
Le 16 août, le Conseil exécutif du Nord, gouvernement régional de la Syrie depuis 1958, a été aboli et tout le pouvoir exécutif a été concentré au Caire. Les dirigeants syriens ont été transférés au Caire et se sont vu attribuer des postes au sein du gouvernement unifié. Le 30 août, la région du Nord a été divisée en 11 gouvernorats avec des gouverneurs nommés par Nasser et responsables devant le ministre de l'Intérieur. La Syrie n’était plus qu’une province égyptienne parmi d’autres.

## Crise Sarraj
Abdel Hamid al-Sarraj était le dernier Syrien détenant un réel pouvoir en Syrie. Le président du Conseil exécutif du Nord, le secrétaire général de la branche locale de l'Union nationale au pouvoir, le ministre syrien de l'Intérieur et le chef de longue date de la police secrète, Sarraj, ont également été un soutien important de Nasser et de son accession au pouvoir avec la République arabe unie.
Déjà en juin 1961, Nasser avait fait part à Sarraj de son projet de liquider l'administration locale. Afin de l'écarter du pouvoir, le 17 août 1961, Sarraj fut nommé l'un des vice-présidents de la RAU chargé des affaires intérieures et fut transféré au Caire. Le 13 août, Nasser envoie son confident Abdel Hakim Amer (dans le rôle d'inspecteur général) prendre le contrôle de Damas. Le 26 août, Amer et Sarraj se sont tous deux rendus au Caire pour une réunion gouvernementale. Le 15 septembre, Sarraj est retourné à Damas et le 16 septembre, il a convoqué une réunion du comité exécutif du syndicat national de la région du Nord.
Le 16 septembre, Amer a annoncé que Sarraj n'avait plus le pouvoir de convoquer de telles réunions, ce à quoi Sarraj a répondu qu'en tant que secrétaire général élu de l'Union nationale régionale, il restait au pouvoir jusqu'à l'élection du prochain secrétaire général. L'Union nationale était à l'époque le parti au pouvoir dans la République arabe unie et exerçait, du moins en théorie, le contrôle du gouvernement. Pour éliminer ce conflit, Nasser ordonna le 18 septembre la fusion des sections syndicales nationales égyptienne et syrienne.
Une lutte pour la base du pouvoir de Sarraj, la police secrète, a commencé. Du 16 au 17 septembre, Amer a ordonné le licenciement ou l'arrestation de hauts responsables de la sécurité. Le 17 septembre, Amer a publié un décret interdisant l'arrestation de toute personne sans mandat du procureur général. Cela a restreint la liberté des services secrets d'arrêter n'importe qui à leur guise. Dans le même temps, il a été décidé d'unifier les services de sécurité égyptiens et syriens, les plaçant sous le contrôle du Caire.
Amer a également tenté de renouer des contacts positifs avec des politiciens du Baas, notamment Salah Eddine Bitar, ennemis de Sarraj mais partisans du socialisme de Nasser, en accordant des pensions aux anciens ministres du Baas le 17 septembre.
La lutte entre Amer et Sarraj a provoqué une nouvelle consolidation de toutes les structures de pouvoir aux mains du Caire. Au fur et à mesure que la semaine avançait, certains partis clandestins ont lancé des manifestations de rue contre le contrôle égyptien accru et l'armée a été mobilisée pour garder les bâtiments clés de Damas.
Le 20 septembre 1961, Sarraj et Amer se rendirent au Caire pour une réunion de crise avec Nasser. Sarraj devait continuer à exercer ses fonctions, mais le 26 septembre, il a présenté sa démission de tous ses postes. Nasser a ordonné à Amer de retourner immédiatement à Damas.
Durant cette période tumultueuse au sein des dirigeants de la RAU, les putschistes ont pu planifier et lancer leur coup d’État sans se faire remarquer.

## Coup d'état et chute de la RAU
Le 28 septembre à 4  heures du matin, une colonne blindée sous le commandement du lieutenant-colonel Abd al-Karim al-Nahlawi , chef du bureau d'Amer en Syrie, et des unités de la Garde du désert sous le commandement du lieutenant-colonel Haydar al-Kuzbari sont entrées dans Damas. et rencontré les troupes de la garnison et de l'armée de l'air de Damas. Le quartier général de l'armée, la station de radio et l'aéroport ont été saisis, des points de contrôle ont été établis et des chars ont patrouillé dans les rues. Les commandants de l'armée syrienne et Amer ont été arrêtés. Sarraj a été assigné à résidence. Juste avant son arrestation à 4  heures du matin, Amer a eu le temps d'ordonner au général égyptien Anwar al-Qadi de déplacer une brigade d'artillerie de campagne de sa base située à 40 km de Damas vers la ville et de réprimer le soulèvement. Tandis que les officiers égyptiens, ignorant les plaintes syriennes, obéissaient consciencieusement à l'ordre, en route vers Damas, ces troupes furent accueillies par leur commandant syrien qui leur ordonna de retourner à la base et arrêta tous les officiers égyptiens.
A 7h25  du matin, la radio de Damas a diffusé le communiqué n°1 du Commandement suprême révolutionnaire arabe des forces armées (SARCAF) dans lequel il annonçait que "l'armée a pris des mesures pour éliminer la corruption et la tyrannie et restaurer les droits légitimes du peuple". . Le communiqué n°2 était plus politique et énumérait les plaintes contre « la clique oppressive et corrompue » qui avait discrédité l'union entre les peuples arabes. Les lois socialistes introduites en juillet et les projets visant à purger les officiers syriens ont également été critiqués. Le communiqué n°3 annonçait que la SARCAF contrôlait totalement la situation et demandait que tous les Égyptiens soient traités avec soin. Le communiqué n°4 annonçait la fermeture de tous les aéroports et ports.
Même si la SARCAF n’annonçait pas à cette époque l’éclatement de la RAU ni sa sécession, la plupart des Syriens en avaient assez de la domination égyptienne et, malgré leurs professions incessantes en faveur de l’objectif de l’unité arabe, ils étaient heureux de retrouver leur tradition. libertés.
À 9h07  , Nasser a pris la décision inhabituelle de répondre à la rébellion par une émission de radio en direct. Il annonça qu'il ne dissoudrait pas la RAU (ce qui devait être fait par Anouar el-Sadate en septembre 1971), que la rébellion à Damas était de petite ampleur et qu'il avait donné l'ordre à l'armée syrienne de la réprimer.
Pendant ce temps, Amer, ainsi que d’autres commandants et ministres de l’armée syrienne arrêtés, ont passé la journée à négocier avec les rebelles. Amer était certain que la RAU pourrait être sauvée en répondant aux revendications des rebelles pour une plus grande autonomie locale, en assouplissant les lois de juillet et en passant par une réforme agraire. On ne sait toujours pas si Amer était sincère lors de ces négociations ou s’il jouait simplement pour gagner du temps et attendait les troupes égyptiennes. Amer a été autorisé à entrer en contact avec Nasser via la radio à ondes courtes et à obtenir son approbation pour cet accord. Sur cette note conciliante, le communiqué n°9 de la SARCAF a été diffusé à 13h26  dans lequel il était annoncé que la SARCAF souhaitait préserver l'unité arabe et qu'Amer avait « pris les décisions nécessaires pour sauvegarder l'unité des forces armées de la République Arabe Unie ». " Les affaires militaires ont repris leur cours normal. " Radio Damas s'est une fois de plus identifiée comme la « radio de la RAU à Damas ».
Alors que pendant quelques heures il semblait que la RAU était sauvée, les deux parties étaient loin d'être d'accord. En début d'après-midi, les rebelles avaient reçu le soutien de presque toutes les unités de l'armée syrienne et se sentaient certains de la victoire. Nasser a refusé de négocier avec les rebelles ou de modifier sa politique en Syrie. À 17h20  , Amer et un groupe d'officiers et de loyalistes égyptiens ont été embarqués dans un avion à destination du Caire ; cela a été annoncé dans le communiqué n°12 à 17h45.
A 18h55, Nasser repasse à la radio. Il a refusé de négocier et a appelé les forces armées à faire leur devoir en écrasant les rebelles. En fait, vers 9h30  ce matin-là, Nasser avait ordonné à des troupes égyptiennes de se rendre en Syrie pour tenter de réprimer la rébellion. Comme l'Égypte et la Syrie ne partageaient aucune frontière terrestre, les parachutistes aéroportés et certaines troupes maritimes reçurent l'ordre de partir vers Lattaquié et Alep , où les bases militaires étaient toujours fidèles à Nasser. Cependant, peu de temps avant que les forces égyptiennes n'atteignent ces bases, elles furent reprises par les troupes rebelles. Les moins de 200 parachutistes égyptiens qui ont débarqué à Lattaquié ont été encerclés par les troupes rebelles et sont ensuite retournés en Égypte. Nasser a annulé toute l’opération. Le 2 novembre, 870 officiers et soldats égyptiens ont été renvoyés chez eux tandis que 960 Syriens sont rentrés paisiblement chez eux depuis l'Égypte.
Plus tard dans la soirée du 28 septembre, les radios rebelles ont commencé à attaquer personnellement Nasser, le traitant de tyran. Un couvre-feu a été imposé à Damas de 19  heures à 5 h 30  . Si pendant la journée, il n'était pas clair si les rebelles souhaitaient une plus grande liberté pour la Syrie au sein de la RAU ou le rétablissement d'une indépendance totale, lorsque Radio Damas a terminé sa dernière émission de la journée après minuit avec l'hymne national syrien, il était clair qu'ils avaient choisi l'indépendance.

## Période de gouvernement sécessionniste (29 septembre 1961 – 8 mars 1963)
Le 29 septembre à 7h30  , Radio Damas a annoncé que la SARCAF avait chargé Maamun al-Kuzbari (un parent de l'un des organisateurs du coup d'État) de former un nouveau gouvernement composé des anciens politiciens du Parti national et du Parti populaire. C'était un gouvernement composé d'élites syriennes traditionnelles, mais il promettait de maintenir certaines des politiques progressistes et socialistes de Nasser. Le même jour, la Jordanie et la Turquie reconnaissaient le nouveau régime.
Ce jour-là, le général de division Abdelkarim Zahreddine, un Druze, qui n'était pas impliqué dans la planification du coup d'État, a été nommé commandant en chef de l'armée. Il était une figure de compromis et a survécu à ce poste jusqu'au coup d'État du 8 mars 1963. La république restaurée a conservé le drapeau et l’hymne de l’ancienne République syrienne mais a changé son nom en République arabe syrienne (pour démontrer son engagement envers la cause nationaliste arabe).
Dans un discours prononcé le 5 octobre, Nasser a reconnu la réalité de la sécession syrienne et a déclaré qu'il ne bloquerait pas le renouvellement de l'adhésion de la Syrie à l'ONU et à la Ligue des États arabes, que la Syrie a réintégrées le 29 octobre. Toutefois, cela ne signifiait pas que Nasser allait se montrer amical envers le nouveau régime. Les guerres de propagande égypto-syriennes ont commencé en octobre, l’Égypte qualifiant les politiciens syriens de « capitalistes, réactionnaires et féodaux ». Au lieu de parler de la nature dictatoriale de l’État policier de la RAU, les Syriens ont constamment dû répondre en déclarant qu’ils n’étaient pas des réactionnaires, des agents occidentaux et des traîtres à l’unité arabe.
Alors que les partis traditionnels soutenaient pleinement la Syrie restaurée, le parti Baas était divisé. Akram al-Hawrani et ses socialistes étaient contre la RAU, tandis que les deux fondateurs Michel Aflak et Salah Eddine Bitar envoyaient des signaux confus. Aflaq a refusé de soutenir la sécession, alors que Eddine Bitar l'avait initialement soutenu, mais a retiré son soutien sous la pression du parti. De nombreux membres du parti dans les provinces avaient maintenu le parti en vie pendant la période de la RAU et étaient contre Aflak, qui avait proclamé la dissolution du parti Baas sans aucune consultation avec les membres du parti. Cette période de confusion a accru la détermination du Comité militaire Baas à atteindre ses objectifs.
Alors que la nouvelle Constitution était en cours d'élaboration et n'était pas encore approuvée, la Constitution de 1950 était en vigueur. Le 17 octobre, la Syrie a aboli les lois de juillet qui avaient nationalisé de larges secteurs de l'économie.
Après les élections de décembre , les dirigeants du Parti populaire Maarouf al-Dawalibi et Nazim al-Kudsi sont devenus respectivement Premier ministre et Président. Maamun al-Kuzbari a été élu président du Parlement.
Au cours des premiers mois qui ont suivi le coup d'État, le gouvernement a réussi à réduire le nombre de partisans du coup d'État aux postes dirigeants de l'armée et, en même temps, à réduire les lois et réglementations socialistes de la RAU. Au lieu d'entretenir des relations fortes avec l'allié de l'Égypte, l'URSS, de meilleures relations furent établies avec l'Allemagne de l'Ouest et l'Irak. Le 16 mars 1962, le président Nazim al-Kudsi rencontra le Premier ministre irakien Abdel Karim Kassem.
Au printemps 1962, la pression s'accentua au sein du Parlement en faveur du rétablissement des libertés démocratiques totales. Le Parlement a demandé la démission d'al-Dawalibi, le rétablissement de toutes les libertés et la mise en place d'un gouvernement d'unité nationale. Al-Dawalibi a démissionné le 27 mars.
Entre le 28 mars et le 2 avril 1962, la Syrie a été secouée par des coups d’État et des contre-coups d’État. La première tentative a été faite par Abd al-Karim al-Nahawi, dont les forces comprenaient désormais des baasistes et des nassériens. Il voulait retrouver son influence perdue dans l'armée et le gouvernement. Les forces d'Al-Nahlawi ont arrêté des membres du gouvernement et dissous le Parlement, après quoi le président al-Qudsi a démissionné en signe de protestation.